# الخوف البدائي (رواية)
الخوف البدائي (بالإنجليزية: Primal Fear)‏ هي رواية إثارة صدرت عام 1993 كتبها وليام ديل عن صبي مدان بارتكاب جرائم القتل وتكليف محام بالدفاع عنه. تم تحويله إلى فيلم يحمل نفس الاسم في عام 1996 من بطولة ريتشارد جير وإدوارد نورتون.